# ゴディバ

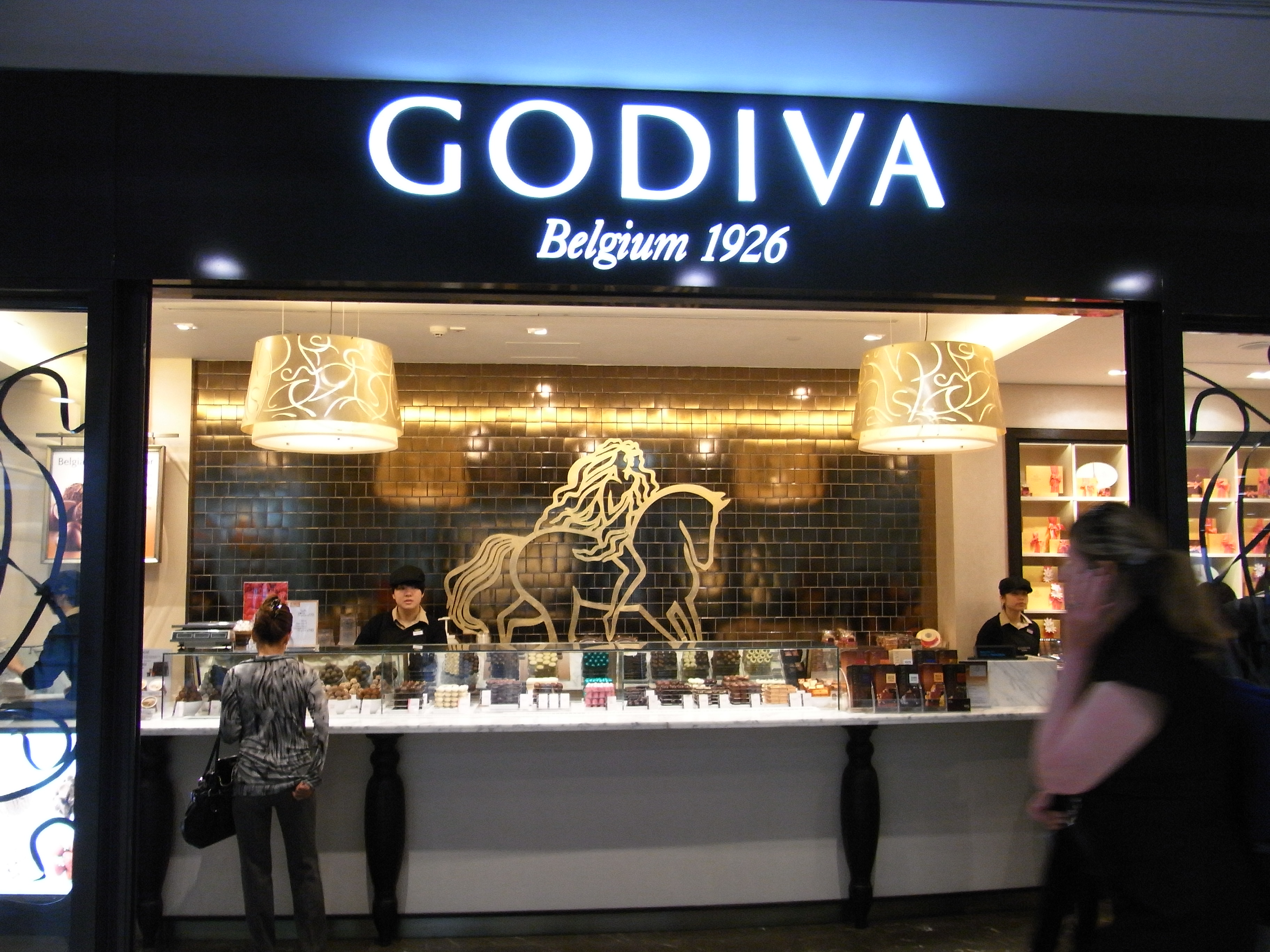
ゴディバの店

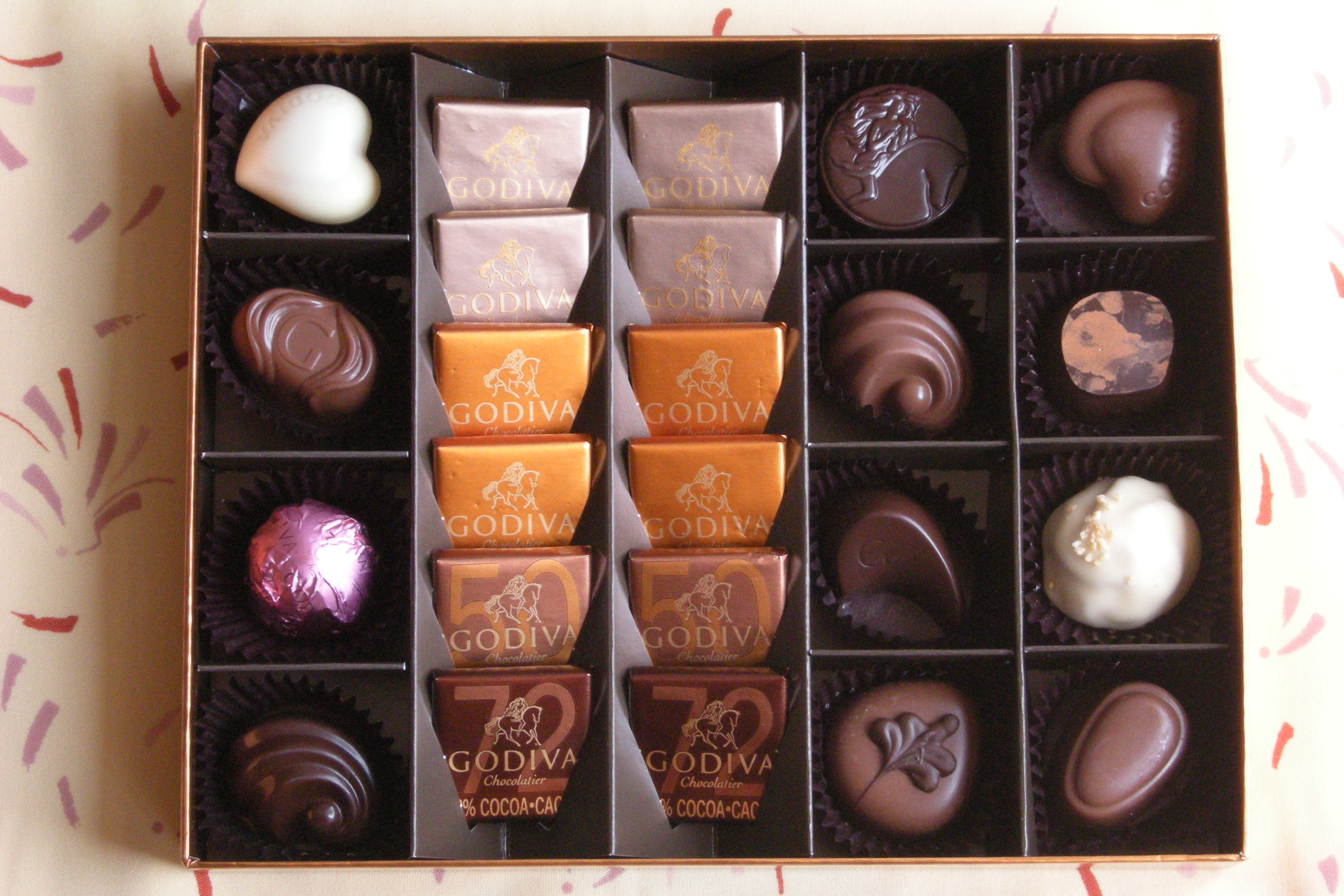
日本で販売されているゴディバのギフトセット

ゴディバ（Godiva Chocolatier, ゴディバ・ショコラティエ） は、アメリカ合衆国ニューヨーク州に本社を置く国際的なチョコレートメーカーである。トルコの食品系コングロマリットのユルドゥズ・ホールディングの子会社。
ベルギーで創業し、ベルギー王室の御用達とされているが、現在はトルコのユルドゥズ・ホールディングの傘下にあり、アメリカ合衆国・ヨーロッパ・アジアにおいて、チョコレートや関連商品の販売を行っている。チョコレートの高級ブランドとして世界的に有名である。
日本法人であるゴディバジャパンは、2019年より北アジア各国を中心に活動する韓国系のプライベートエクイティファームMBKパートナーズ傘下のオーキッド株式会社の100％子会社となっている。

## 由来と表記・発音

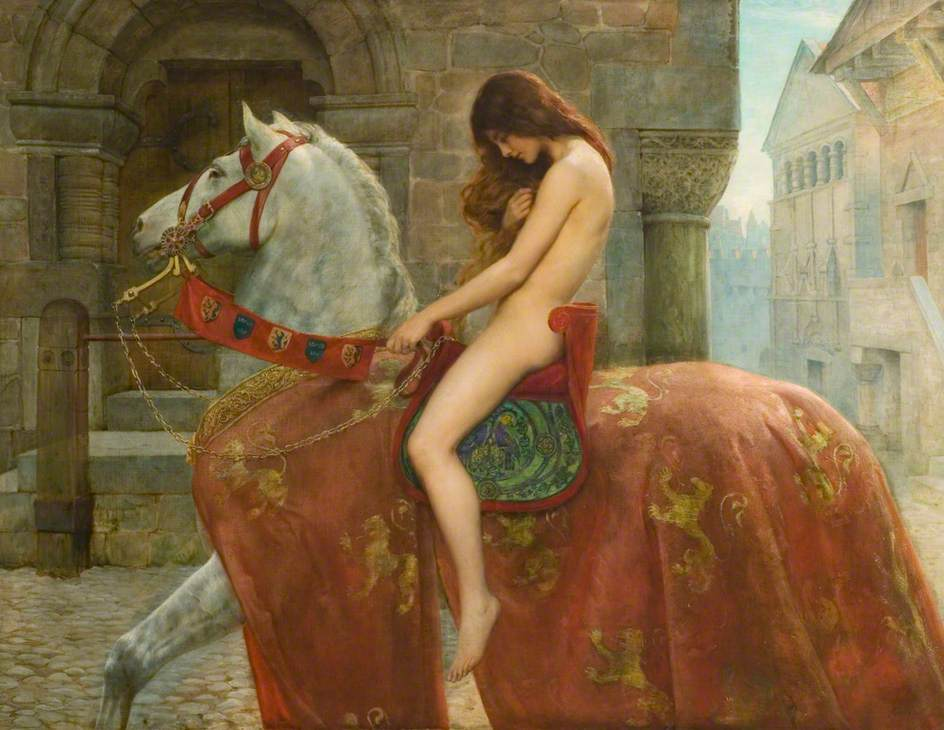
ゴダイヴァ夫人（ジョン・コリア作）

名称は、イングランドの伝説に出てくるゴダイヴァ夫人（Lady Godiva）に由来する。そのロゴマークも、ゴダイヴァ夫人の有名な伝説にのっとり、馬に乗った裸の女性である。
ただし、この伝説は史実ではないことで歴史家の意見は一致している。
ゴディバの日本語のホームページでは、この伝説が史実であるかのように記述しているが、英語のホームページでは、単にThe family was deeply inspired by the legend of Lady Godiva and named the company in her honor. （「ゴディバ夫人の伝説に触発されて」）としているのみである。
ゴダイヴァ夫人の英語での発音は「ゴダイヴァ」に近いが、フランス語での発音は「ゴディヴァ」に近い。このためベルギーのチョコレートメーカーとブランド名として、日本語での表記と発音は、創業の地であるベルギーでの発音を基にして「ゴディバ」としている。

## 沿革
1926年、ジョセフ・ドラップスが「ショコラティエ・ドラップス」をブリュッセルにて設立した。1956年、4人の子供達が社名を「ゴディバ」に変更し、販売店をグランプラス広場に開業、1958年にはパリのサントノーレ通りに販売店を開いて国外進出を果たした。
1966年にはキャンベル・スープ・カンパニーの支援を受けてアメリカにも進出した。アメリカ最初の店舗はフィラデルフィアの百貨店Wanamaker's内のショップだった。翌年、ゴディバをキャンベル社が買収し、その傘下に入った。1972年、北米初のゴディバショップがニューヨーク市ニューヨーク5番街にオープンした。
アジアでは、1972年に東京日本橋三越に第1号店をオープン、1998年には香港、2009年に台湾、シンガポール、中国に、2010年にトルコに進出している。
2007年12月、経営戦略の違いなどからキャンベル社は売却を決め、トルコの企業で同国最大の食品企業「ウルケル・グループ」の親会社であるユルドゥス・ホールディングスが買収するにいたった。
2014年現在、世界80カ国以上に進出し、450か所の直営店とさらに多くの販売店をもつほか、ロンドンのカフェ・ゴディバの経営や、インターネットを通じた通信販売事業も手掛けている。
2019年2月、MBKパートナーズがユルドゥズ・ホールディングから日本法人のゴディバジャパン、韓国、オセアニア地域のゴディバ事業と、全世界のゴディバ向けのチョコレートを供給するベルギーの工場を買収することを発表。買収金額は約1,100億円と報道されている。

### 日本における展開
日本法人として、ゴディバ・ジャパン株式会社（1994年に設立）が輸入・販売を行っている。
1972年（昭和47年）に日本橋三越に第1号店をオープンさせて以来、2014年現在、約250の店舗を構えている。そのうちの百貨店に入居する127店舗は、日本国内の販売開始以来契約している片岡物産が運営していたが、この契約は2015年3月末で終了し、ゴディバ・ジャパンの直営店へと変更された。
2018年（平成30年）2月1日、日本経済新聞のみに『日本は、義理チョコをやめよう』と全面広告が掲載された。ゴディバ・ジャパンのシュシャン社長は「あげる人にとって楽しいバレンタインデーかどうか、それが最も重要なこと。義務感や形式や慣習からではなく、もっと自由に、感謝や愛情を表現する日として楽しんでいただきたい。」とコメントした。
2019年（平成31年）6月3日、日本法人であるゴディバジャパン株式会社がユルドゥズからの株式譲渡によりMBKパートナーズグループのVM Holdings株式会社に売却される。
同年8月1日、親会社であるVM Holdingsが（旧）ゴディバジャパンを吸収合併し、商号を（新）ゴディバジャパン株式会社に変更して事業を継続。
2020年4月1日より、月に1回ゴディバがセレクトしたチョコレートを定期配送するサブスクリプションサービスを展開。
同年11月26日に、日本初となる「ゴディバ カフェ(GODIVA café)」1号店を東京駅内グランルーフ フロントにオープンした。
2023年8月4日、世界で初めてとなるベーカリー「GODIVA Bakery ゴディパン 本店」を東京・有楽町の東京交通会館にオープンした。

### 北米からの店舗撤退
2021年1月、ゴディバは北米からの店舗運営事業（128店舗）から撤退することを発表した。北米では大型商業施設内での売り上げが伸び悩んでおり、新型コロナウイルスの流行が追い打ちとなった。

## 販売商品
チョコレートをメインとして扱っているが、チョコレート以外の菓子、コーヒー、ココア、アイスクリームなども販売している。
期間限定の商品も多く、中でも片手でテイクアウトできるゴディバオリジナルのチョコレートドリンク「ショコリキサー」は若い客層に人気を集めている。チョコレート、チョコレートソース、氷などをミックスして、ホイップクリームやパウダーをトッピングしたドリンクであり、フルーツなどを使った味のバリエーションが多い。2005年の販売開始以来売り上げは右肩上がりで、2019年は過去最高の年間31億円となった。1日に1万2000杯以上が売れている計算である。

## テレビ番組
- 日経スペシャル カンブリア宮殿 仕掛け人はフランス人弓道家！？ 高級チョコの売り上げを3倍にした「正射必中」のビジネス論（2020年1月30日、テレビ東京）[25]